# Ecodesign
Ecodesign is een vorm van eco-efficiënt werken waarbij milieugerichte productontwikkeling centraal staat.
Ecodesign is een relatief nieuw begrip, dat het streven uitdrukt om bij het ontwerp van een proces of product niet alleen rekening te houden met economische, technische en menselijke criteria, maar ook met milieucriteria. Vroegere methodologieën (ontwikkeld sinds het groeiende milieubewustzijn en de opkomst van de groene beweging in de jaren 1970) zorgden er vooral voor dat milieuschade opgeruimd werd bij het vrijkomen van de schadelijke stoffen in het milieu. Dit worden end-of-pipe-oplossingen genoemd. Een typisch voorbeeld hiervan is een autokatalysator, die schadelijke stoffen afbreekt net voor ze de uitlaat verlaten. Bij ecodesign wordt een proces volledig herontworpen zodanig dat schadelijke stoffen in veel mindere mate, of helemaal niet, aangemaakt worden. Ecodesign komt neer op het vermijden van afval door middel van preventie. Dit bespaart niet alleen in materiaal om de vervuilende stoffen aan te maken, maar bespaart ook op de tijd, geld en energie om de vervuilende stoffen weer af te breken.
Bij ecodesign wordt, net als bij eco-efficiënt werken, de volledige levenscyclus van een product of proces bekeken en worden de hoogste milieubelastingen het eerst aangepakt. Ecodesign kan plaatsvinden door een product te herontwerpen of door de markt te herbekijken en bij te sturen. Een voorbeeld van dit laatste was de ontwikkeling van een multifunctionele printer voor klein gebruik, die kan printen, scannen, kopiëren en faxen. Dit biedt een zeker milieuvoordeel omdat vroeger diverse apparaten aangeschaft dienden te worden (met elk hun productie- en afval). Dergelijke vergelijkingen gelden over het algemeen slechts voor bepaalde groepen en kunnen voor een andere doelgroep anders zijn (grootgebruikers ten opzichte van kleingebruikers).